# Chloe Arthur
Chloe Susan Arthur (* 21. Januar 1995 in Erskine) ist eine schottische Fußballnationalspielerin.

## Vereinskarriere
Arthur begann 2011 bei Celtic, kam in der ersten Saison aber nur zu drei Ligaeinsätzen. 2012 und 2013 waren es dann je 19 Einsätze. Im Dezember 2014 wechselte sie zum Ligakonkurrenten Hibernian Edinburgh. Mit den Hibswurde sie Vizemeister und erreichte das Pokalfinale, das aber mit 0:3 gegen Glasgow City FC verloren wurde.
2016 wechselte sie in den Süden zum Zweitligisten Bristol City. Mit drei Toren in 20 Spielen hatte sie einen kleinen Anteil daran, dass Bristol als Zweitligavizemeister in die erste Liga aufstieg. In der „Spring Series“ genannten kurzen Übergangssaison 2017 der FA Women’s Super League bestritt sie alle acht Spiele und verpasste keine Minute. Die Saison endete für Bristol auf dem vorletzten Platz. In der nun an den normalen europäischen Spielplan angepassten Saison 2017/18 stand sie in 15 von 18 Spielen auf dem englischen Rasen. Danach wechselte sie zu Birmingham City, wo sie in der Saison 2018/19 nur einmal nicht eingesetzt wurde. Nach einer weiteren Saison in Birmingham wechselte sie zur Saison 2020/21 zum Aufsteiger Aston Villa. Dort wurde sie im Sommer 2022 entlassen und kam im gleichen Jahr zum Londoner Verein Crystal Palace, wo sie als Mittelfeldspielerin eingesetzt wird. Mit dem Verein gewann sie die Zweitligameisterschaft 2023/24 und stieg in die FA Women’s Super League auf, die aber auf dem letzten Platz und Wiederabstieg endete. Sie kam in der WSL aber nur zu sechs Einsätzen.

## Nationalmannschaft
Arthur nahm mit der U-17-Mannschaft im Oktober 2010 an der ersten Qualifikationsrunde zur U-17-Fußball-Europameisterschaft der Frauen 2011. Die Schottinnen setzten sich bei einem Turnier in Österreich gegen die Gastgeberinnen, Rumänien und die Ukraine durch. Arthur kam dabei in zwei Spielen zum Einsatz. In der zweiten Runde im April 2011 scheiterten sie bei einem Turnier in der Schweiz an Frankreich. Im Oktober 2011 nahmen sie einen neuen Anlauf, aber diesmal scheiterten sie bereits in der ersten Runde.
Im Oktober 2012 konnte sie sich mit der U-19-Mannschaft bei einem Turnier in der Türkei für die zweite Runde der Qualifikation zur U-19-Fußball-Europameisterschaft der Frauen 2013 qualifizieren. In dieser im April 2013 ausgetragenen Runde hatten sie Heimrecht, konnten dieses im ersten Spiel gegen Dänemark aber nicht nutzen und verloren mit 0:1. Da die Däninnen die beiden anderen Spiele auch gewannen, nutzten den Schottinnen die Siege gegen Österreich und die Ukraine nichts, denn sie waren nur zweitbester Gruppenzweiter und nur der beste Gruppenzweite war neben den Gruppensiegern für die Endrunde qualifiziert. Im September 2013 konnte sie sich bei einem Turnier in Mazedonien erneut für die zweite Qualifikationsrunde qualifizieren, wobei die Schottinnen mit 29 Toren die meisten Tore in der ersten Runde schossen. Im April 2014 wurde dann auch die zweite Runde bei einem Turnier in Kroatien mit drei Siegen überstanden. Bei der Endrunde im Juli gewannen sie zwar das erste Spiel gegen Belgien, verloren dann aber gegen die Gastgeberinnen und Norwegen, wodurch sie als Gruppendritte ausschieden. Damit endete ihre Zeit als Juniorinnennationalspielerin.
Im Februar 2015 hatte sie dann ihren ersten Einsatz in der A-Nationalmannschaft. Beim 4:0 im Testspiel gegen Nordirland  wurde sie in der 63. Minute eingewechselt. Ihren nächsten Einsatz hatte sie beim Zypern-Cup 2015 im Spiel um Platz 7, das mit 3:1 gegen die Niederlande gewonnen wurde, erneut als Einwechselspielerin. Auch in ihren nächsten sechs Länderspielen wurde sie jeweils eingewechselt, darunter ein Spiel in der Qualifikation für die EM 2017.
Für die Fußball-Europameisterschaft der Frauen 2017 wurde sie dann auch nominiert. Beim 0:6 im ersten EM-Spiel der Schottinnen gegen England stand sie dann erstmals in der Startelf und musste das Debakel bis zum Ende miterleben. Im letzten Gruppenspiel, in dem erstmals ein Sieg gegen Spanien und bei der EM gelang, durfte sie auch 90 Minuten lang mitspielen.
Auch im ersten Spiel nach der EM unter der neuen Nationaltrainerin Shelley Kerr stand sie in der Startelf, wurde aber zur zweiten Halbzeit ausgewechselt.
In der Qualifikation für die WM 2019 wurde sie nur in den Spielen gegen Albanien eingesetzt, darunter das letzte entscheidende Spiel, durch das sich die Schottinnen letztlich erstmals für eine WM-Endrunde qualifizierten.
Am 15. Mai wurde sie dann für den ersten schottischen WM-Kader der Frauen nominiert. Bei der WM, bei der die Neuseeländerinnen nach der Gruppenphase ausschieden, hatte sie nur einen 15-minütigen Kurzeinsatz im ersten Spiel gegen England. Bei der anschließenden misslungenen Qualifikation für die EM 2022 hatte sie nur einen zehnminütigen Kurzeinsatz. In den ersten fünf Spielen der Qualifikation für die WM 2023 wurde sie viermal eingesetzt und erzielte beim 7:1-Sieg gegen die Färöer am 21. September 2021 ihre ersten beiden Länderspieltore. Zuletzt wurde sie noch zweimal beim Pinatar Cup 2023 eingesetzt-

## Erfolge
- Zweitligameisterschaft 2023/24

## Privatleben
Ihr Vater Gary starb 2013 als ein Polizeihubschrauber in die Clutha Bar in Glasgow stürzte.